# 杜譽城
杜譽城（1995年6月8日—）為臺灣男子籃球運動員，場上位置為大前鋒。

## 生平
杜譽城畢業於東泰高中、中州科技大學、萬能科技大學，2019年8月參加超級籃球聯賽新人選秀會但落選，隔年因為「李家慷條款」廢除才能夠加盟超級籃球聯賽桃園璞園建築，2021年10月加盟T1聯盟桃園雲豹，2022年2月底因為爭搶籃板時扭傷膝蓋，後經檢查為右膝前十字韌帶斷裂導致賽季報銷。